# The Two Flats
The Two Flats è un cortometraggio muto del 1912. Il nome del regista non viene riportato nei credit del film che venne prodotto dalla Edison.

## Trama
Una vedova irlandese si trasferisce in un appartamento cominciandovi dei rumorosi lavori che infastidiscono l'inquilino del piano di sotto, un italiano vedovo anche lui. La donna scrive al figlio di tornare a casa per proteggerla dagli insulti del "dago", mentre l'italiano scrive alla figlia di venire a confortarlo. I due giovani, pur ignorando ognuno l'identità dell'altra, si conoscono alla stazione ferroviaria.

Tra i due vedovi, intanto, continua la guerra, tra gocce dell'innaffiatoio che schizzano e briciole che volano dalla finestra. Appena la figlia arriva a casa, l'italiano le spiega la situazione. Lei, sulle scale, incontra il bel giovane conosciuto alla stazione: i due capiscono così di abitare nella stessa casa. Iniziano a scambiarsi segnali dalle finestre; un giorno, il giovane lascia cadere un mazzo di fiori per la ragazza. Il padre, fraintendendo, crede che i fiori siano un messaggio di pace per lui da parte della vedova: sale subito le scale per porgerle i suoi omaggi e i due vedovi diventano subito buoni amici. Arrivano i figli e, dopo la dovute spiegazioni, tutto finisce bene.

## Produzione
Il film fu girato nel 1911, prodotto dalla Edison Company.

## Distribuzione
Distribuito dalla General Film Company, il film - un cortometraggio in una bobina - uscì nelle sale degli Stati Uniti il 2 gennaio 1912.